# Протокол проти незаконного виготовлення та обігу вогнепальної зброї, її складових частин і компонентів, а також боєприпасів до неї
Протоко́л про́ти незако́нного ви́готовлення та о́бігу вогнепа́льної збро́ї, її́ складови́х части́н і компоне́нтів, а та́ко́ж боєприпа́сів до неї, яки́й допо́внює Конве́нцію ООН про́ти транснаціона́льної організо́ваної злочи́нності — юридично обов'язкова для держав-учасниць міжнародна угода про боротьбу з торгівлею зброєю, зокрема стрілецькою та легкою зброєю.
Станом на вересень 2024 року з шести найбільших країн-експортерів зброї лише Франція (28 лютого 2019) та Німеччина (14 жовтня 2021) ратифікували протокол, інші чотири – США, Росія, КНР та Сполучене Королівство – ні.